# Copa São Paulo de Futebol Júnior
La Copa São Paulo de Futebol Júnior (o Copa São Paulo de Juniores), informalmente detta Copinha, è una competizione calcistica giovanile, la più importante del campionato brasiliano di calcio. È organizzata dalla Federazione calcistica dello stato di San Paolo.

## Storia
Organizzata per la prima volta nel 1969, originariamente chiamata Taça São Paulo de Juniores ed organizzata per squadre del solo stato paulista, a partire dal 1971 vi partecipano club da tutto il Brasile; tra il 1993 e il 1997, la competizione incluse squadre estere, tra cui Boca Juniors (Argentina), Peñarol (Uruguay), Cerro Porteño (Paraguay), Nagoya Grampus Eight e Yomiuri Verdy (Giappone), oltre alle Nazionali di Giappone under 20 e Cina under 20.

## Edizioni
| Anno | Vincitore                         | Risultato                     | Finalista                            | Città                                            |
| ---- | --------------------------------- | ----------------------------- | ------------------------------------ | ------------------------------------------------ |
| 1969 |                                   | 1 - 0                         | Nacional (San Paolo)                 |                                                  |
| 1970 | Corinthians (San Paolo)           | 4 - 2                         | Palmeiras (San Paolo)                |                                                  |
| 1971 | Fluminense (Rio de Janeiro)       | 3 - 3 1 - 1 (dts) 4 - 3 (dcr) | Botafogo (Rio de Janeiro)            |                                                  |
| 1972 | Nacional (San Paolo)              | 2 - 1                         | Internacional (Rio Grande do Sul)    |                                                  |
| 1973 | Fluminense (Rio de Janeiro)       | 0 - 0 2 - 0 (dts)             | Corinthians (San Paolo)              | Estádio Parque São Jorge, San Paolo              |
| 1974 | Internacional (Rio Grande do Sul) | 1 - 1 1 - 0 (dts)             | Ponte Preta (San Paolo)              |                                                  |
| 1975 | Atlético Mineiro (Minas Gerais)   | 0 - 0 (dts) 5 - 2 (dcr)       | Corinthians (San Paolo)              |                                                  |
| 1976 | Atlético Mineiro (Minas Gerais)   | 1 - 0                         | Corinthians (San Paolo)              |                                                  |
| 1977 | Fluminense (Rio de Janeiro)       | 2 - 1                         | Ponte Preta (San Paolo)              |                                                  |
| 1978 | Internacional (Rio Grande do Sul) | 0 - 0 5 - 4 (dcr)             | Corinthians (San Paolo)              |                                                  |
| 1979 | Marília (San Paolo)               | 2 - 1                         | Fluminense (Rio de Janeiro)          |                                                  |
| 1980 | Internacional (Rio Grande do Sul) | 3 - 0                         | Atlético Mineiro (Minas Gerais)      |                                                  |
| 1981 | Ponte Preta (San Paolo)           | 1 - 0                         | São Paulo (San Paolo)                |                                                  |
| 1982 | Ponte Preta (San Paolo)           | 2 - 1                         | Santos (San Paolo)                   |                                                  |
| 1983 | Atlético Mineiro (Minas Gerais)   | 2 - 1                         | Botafogo (San Paolo)                 | Estádio Palestra Itália, San Paolo               |
| 1984 | Santos (San Paolo)                | 2 - 1                         | Corinthians (San Paolo)              | Estádio do Canindé, San Paolo                    |
| 1985 | Juventus (San Paolo)              | 1 - 0                         | Guarani (San Paolo)                  |                                                  |
| 1986 | Fluminense (Rio de Janeiro)       | 2 - 0                         | Ponte Preta (San Paolo)              | Estádio do Pacaembu, San Paolo                   |
| 1987 | Non disputata                     | Non disputata                 |                                      |                                                  |
| 1988 | Nacional (San Paolo)              | 3 - 0                         | América (San Paolo)                  | Estádio da Cidade Universitária - USP, San Paolo |
| 1989 | Fluminense (Rio de Janeiro)       | 1 - 0                         | Juventus (San Paolo)                 | Estádio do Pacaembu, San Paolo                   |
| 1990 | Flamengo (Rio de Janeiro)         | 1 - 0                         | Juventus (San Paolo)                 | Estádio do Pacaembu, San Paolo                   |
| 1991 | Portuguesa (San Paolo)            | 4 - 0                         | Grêmio (Porto Alegre)                | Estádio do Pacaembu, San Paolo                   |
| 1992 | Vasco (Rio de Janeiro)            | 1 - 1 5 - 3 (dcr)             | São Paulo (San Paolo)                | Estádio do Pacaembu, San Paolo)                  |
| 1993 | São Paulo (San Paolo)             | 4 - 3                         | Corinthians (San Paolo)              | Estádio do Pacaembu, San Paolo                   |
| 1994 | Guarani (San Paolo)               | 1 - 1 0 - 0 (dts) 3 - 0 (dcr) | São Paulo (San Paolo)                | Estádio do Pacaembu, San Paolo                   |
| 1995 | Corinthians (San Paolo)           | 2 - 2 1 - 0 (dts)             | Ponte Preta (San Paolo)              | Estádio do Canindé, San Paolo                    |
| 1996 | América (Minas Gerais)            | 2 - 1                         | Cruzeiro (Minas Gerais)              | Estádio do Pacaembu, San Paolo                   |
| 1997 | Lousano Paulista(1) (San Paolo)   | 1 - 1 4 - 3 (dcr)             | Corinthians (San Paolo)              | Estádio do Canindé, San Paolo                    |
| 1998 | Internacional (Rio Grande do Sul) | 0 - 0 1 - 1 (dts) 4 - 3 (dcr) | Ponte Preta (San Paolo)              | Estádio do Morumbi, San Paolo                    |
| 1999 | Corinthians (San Paolo)           | 1 - 0                         | Vasco (Rio de Janeiro)               | Estádio do Pacaembu, San Paolo                   |
| 2000 | São Paulo (San Paolo)             | 2 - 1                         | Juventus (San Paolo)                 | Estádio do Pacaembu, San Paolo                   |
| 2001 | Roma Barueri (San Paolo)          | 4 - 4 6 - 5 (dcr)             | São Paulo (San Paolo)                | Estádio do Pacaembu, San Paolo                   |
| 2002 | Portuguesa (San Paolo)            | 1 - 0                         | Cruzeiro (Minas Gerais)              | Estádio do Canindé, San Paolo                    |
| 2003 | Santo André (San Paolo)           | 2 - 2 5 - 3 (dcr)             | Palmeiras (San Paolo)                | Estádio do Pacaembu, San Paolo                   |
| 2004 | Corinthians (San Paolo)           | 2 - 0                         | São Paulo (San Paolo)                | Estádio do Pacaembu, San Paolo                   |
| 2005 | Corinthians (San Paolo)           | 3 - 1                         | Nacional (San Paolo)                 | Estádio do Pacaembu, San Paolo                   |
| 2006 | América (San Paolo)               | 0 - 0 3 - 1 (dcr)             | Comercial (San Paolo)                | Estádio do Pacaembu, San Paolo                   |
| 2007 | Cruzeiro (Minas Gerais)           | 1 - 1 6 - 5 (dcr)             | São Paulo (San Paolo)                | Estádio do Pacaembu, San Paolo                   |
| 2008 | Figueirense (Santa Catarina)      | 2 - 0                         | Rio Branco (San Paolo)               | Estádio Nicolau Alayon, San Paolo                |
| 2009 | Corinthians (San Paolo)           | 2 - 1                         | Atlético Paranaense (Paraná (stato)) | Estádio do Pacaembu, San Paolo                   |
| 2010 | São Paulo (San Paolo)             | 1 - 1 3 - 0 (dcr)             | Santos (San Paolo)                   | Estádio do Pacaembu, San Paolo                   |
| 2011 | Flamengo (Rio de Janeiro)         | 2 - 1                         | Bahia (BA)                           | Estádio do Pacaembu, San Paolo                   |
| 2012 | Corinthians (San Paolo)           | 2 - 1                         | Fluminense (Rio de Janeiro)          | Estádio do Pacaembu, San Paolo                   |
| 2013 | Santos (San Paolo)                | 3 – 1                         | Goiás (Goiás)                        | Estádio do Pacaembu, San Paolo                   |
| 2014 | Santos (San Paolo)                | 2 - 1                         | Corinthians (San Paolo)              | Estádio do Pacaembu, San Paolo                   |
| 2015 | Corinthians (San Paolo)           | 1 – 0                         | Botafogo (San Paolo)                 | Estádio do Pacaembu, San Paolo                   |
| 2016 | Flamengo (Rio de Janeiro)         | 2 – 2 4 - 3 (dcr)             | Corinthians (San Paolo)              | Estádio do Pacaembu, San Paolo                   |
| 2017 | Corinthians (San Paolo)           | 2 – 1                         | Batatais                             | Estádio do Pacaembu, San Paolo                   |
| 2018 | Flamengo (Rio de Janeiro)         | 1 – 0                         | São Paulo (San Paolo)                | Estádio do Pacaembu, San Paolo                   |
| 2019 | São Paulo (San Paolo)             | 2 – 2 3 - 1 (dcr)             | Vasco (Rio de Janeiro)               | Estádio do Pacaembu, San Paolo                   |
| 2020 | Internacional (Rio Grande do Sul) | 1 - 1 3 - 1 (dcr)             | Grêmio (Rio Grande do Sul)           | Estádio do Pacaembu, San Paolo                   |
| 2022 | Palmeiras (San Paolo)             | 4 – 0                         | Santos (San Paolo)                   | Allianz Parque, San Paolo                        |

(1)Attualmente Paulista Futebol Clube.

## Albo d'oro
| Club                | Vittorie | Secondi posti | Totale | Ultima vittoria |
| ------------------- | -------- | ------------- | ------ | --------------- |
| Corinthians         | 10       | 8             | 18     | 2017            |
| Fluminense          | 5        | 2             | 7      | 1989            |
| Internacional       | 5        | 1             | 6      | 2020            |
| São Paulo           | 4        | 7             | 11     | 2019            |
| Flamengo            | 4        | 0             | 4      | 2018            |
| Santos              | 3        | 2             | 5      | 2014            |
| Atlético Mineiro    | 3        | 1             | 4      | 1983            |
| Ponte Preta         | 2        | 5             | 7      | 1982            |
| Nacional            | 2        | 2             | 4      | 1988            |
| Portuguesa          | 2        | 1             | 3      | 2002            |
| Juventus            | 1        | 3             | 4      | 1985            |
| Cruzeiro            | 1        | 2             | 3      | 2007            |
| Vasco               | 1        | 2             | 3      | 1992            |
| Guarani             | 1        | 1             | 2      | 1994            |
| América             | 1        | 1             | 2      | 2006            |
| Marília             | 1        | 0             | 1      | 1979            |
| América             | 1        | 0             | 1      | 1996            |
| Paulista            | 1        | 0             | 1      | 1997            |
| Roma Barueri        | 1        | 0             | 1      | 2001            |
| Santo André         | 1        | 0             | 1      | 2003            |
| Figueirense         | 1        | 0             | 1      | 2008            |
| Palmeiras           | 1        | 2             | 2      | 2022            |
| Botafogo            | 0        | 2             | 2      | -               |
| Grêmio              | 0        | 2             | 2      | -               |
| Atlético Paranaense | 0        | 1             | 1      | -               |
| Batatais            | 0        | 1             | 1      | -               |
| Botafogo            | 0        | 1             | 1      | -               |
| Comercial           | 0        | 1             | 1      | -               |
| Rio Branco          | 0        | 1             | 1      | -               |
| Bahia               | 0        | 1             | 1      | -               |
| Goiás               | 0        | 1             | 1      | -               |

## Titoli per stato
- San Paolo: 31 titoli
- Rio de Janeiro: 10 titoli
- Minas Gerais: 5 titoli
- Rio Grande do Sul: 5 titoli
- Santa Catarina: 1 titoli